# Dialoxa arduine
Dialoxa arduine là một loài bướm đêm trong họ Noctuidae.